# Madjid Khorsand
 (août 2024).
Madjid Khorsand (en persan مجید خورسند), est né à Téhéran (Perse, devenue l'Iran depuis 1935) le 22 décembre 1921 et mort à Nice le 22 octobre 2018. Il est un scientifique, chercheur, écrivain et professeur agrégé de l'université des Sciences médicales de Téhéran (en).

## Biographie
Il est l'aîné d'une fratrie de sept enfants, issu d'une famille de pharmaciens. Son grand-père paternel était apothicaire herboriste et préparait des plantes médicinales dans son officine au Vieux Téhéran. Son père Ali Khorsand était pharmacien et possédait la pharmacie Khorsand située autrefois dans la rue Bouzarjomehri à Téhéran ainsi que l'entreprise pharmaceutique GOL qu'il avait créée.
Madjid Khorsand fut diplômé de l'enseignement secondaire de l'école industrielle Iran-Allemagne de Téhéran (Iranisch-Deutsche Gewerbeschule). Par la suite il prépara un doctorat en pharmacie qu'il obtint en 1945 à l'Université de Téhéran. Afin de compléter son cursus il ira d'abord à New York en 1947 puis en février 1948 à Norwich (New York) pour étudier les Méthodes de Laboratoire (pharmaceutical section of the Specifications and Control Laboratory, Norwich Pharmaceuticals (en)). En automne 1948, il fut admis à l'Université du Minnesota Graduate School of Pharmacy où il obtint un diplôme d'études supérieures de pharmacologie spécialisée en normalisation et standardisation des produits chimiques et pharmaceutiques. Après son cursus aux USA il continua ses études supérieures en France dès 1949 pour préparer un diplôme d'Ingénieur Chimiste qu'il obtint en 1950 à l'Université de Caen, puis il soutint en 1951 une thèse de Doctorat d'État ès sciences à l'Université de Paris dans le laboratoire du Pr Jean-Émile Courtois de la Faculté des Sciences de Paris, la Sorbonne.
Après validation de ses études supérieures en France et aux USA il retourna en Iran et contribua au développement de la pharmacologie et des industries pharmaceutiques et chimiques iraniennes dès le début des années 1950 et jusqu'aux années 1990. Son activité universitaire et ses travaux de recherche et contributions scientifiques lui valurent le titre de professeur agrégé des universités dans les facultés de pharmacie et de médecine de Téhéran où il enseigna de 1955 à 1970 la pharmacologie et la méthodologie de recherche aux étudiants ainsi qu'à l'école nationale des sages-femmes et infirmières de Téhéran.
Dès le début des années 1950, il promut la notion de norme et de standardisation des médicaments et des denrées alimentaires en Iran et la mise en place de contrôles sanitaires et des normes de qualité. Avec une approche scientifique il fut à l'origine de ce projet original qu'on appela alors Standard Organization of Iran, qu'il développa sous forme de laboratoires employant des ingénieurs et chimistes iraniens qui furent formés dans les universités occidentales sur son initiative. Il fut ainsi le fondateur et premier président directeur général de Standard Organization of Iran (en) de 1953 à 1963, devenu par la suite ISIRI (Institute of Standards and Industrial Research of Iran). Cet organisme ministériel fut inauguré officiellement en 1959 par Mohammed Reza Pahlavi, le Shah d'Iran.

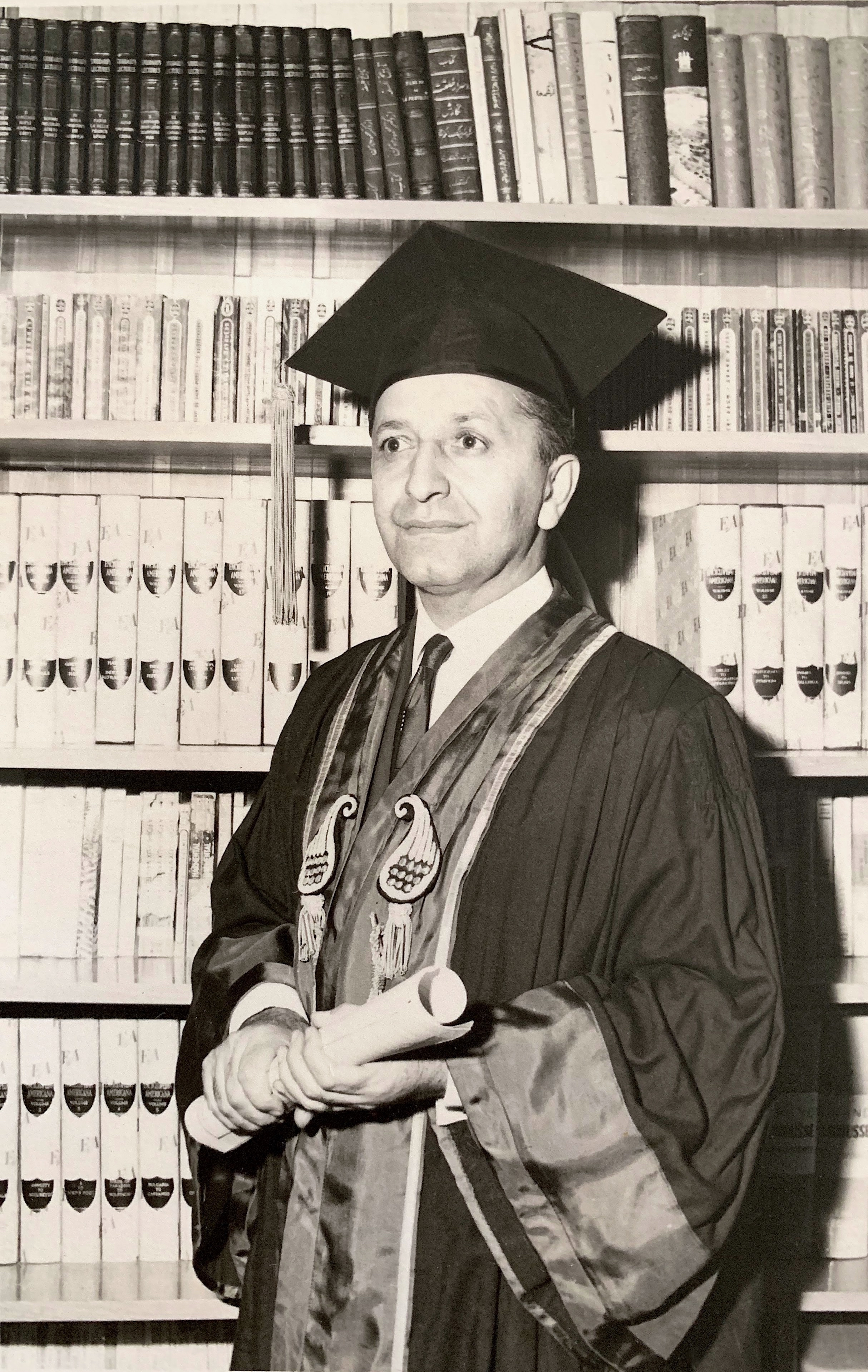
Pr. Madjid KHORSAND, en toge et toque officielles de Professeur Agrégé de l'Université des Sciences Médicales de Téhéran, 1970

Au début des années 1960 et jusqu'en 1971, il devint le directeur général de l'entreprise pharmaceutique familiale GOL (située autrefois au 494 avenue Molavi à Téhéran), l'une des premières usines pharmaceutiques d'Iran fondée par son père Ali Khorsand à la fin des années 1930, qui produisait à l'époque des teintures officinales, des émulsions, des lotions et des sirops. Par la suite, dans les années 1970 il fonda le syndicat patronal des industries et laboratoires pharmaceutiques, d'hygiène et de cosmétologie d'Iran, à Téhéran et fut son président de 1970 au 1979. Il fut aussi le fondateur et directeur des laboratoires de référence DAFAR situé à Téhéran, qui était spécialisés en expertise et contrôle en chimie, en pharmacologie et en cosmétologie, de 1971 à 1979.
Il fut nommé de 1972 à 1980 directeur scientifique de l'entreprise pharmaceutique allemande Hoechst Industrial Company implantée à Téhéran (devenue Chemi Darou Industrial Company en 1980).

## Travaux de recherche
À l'origine de nombreuses publications scientifiques et de travaux de recherche,,,
- Recherches sur les Phosphatases des plantes[22], Dr Madjid Khorsand[23], avec le Pr Jean-Émile Courtois[24], Biochimica et Biophysica Acta[25], 6, p. 175-182, Laboratoire de Chimie Biologique, Faculté de Pharmacie de Paris, 1950
- Recherches sur les phosphatages végétales, Le Bulletin de la Société de Chimie Biologique[26],[27], Faculté des Sciences, Paris, 1950[28]
- Recherches sur les phosphatases des feuilles, Lons-Le-Saunier, Maurice Declume, 1951[29],[30]
- Recherches sur les phosphatages des feuilles de Belladone : XIIth International Congress of Pure and Applied Chemistry[31],[32], New York, 1951
- Recherches sur les phosphatases des feuilles de Belladone et leur extraction et purification[33], Acta Medica Iranica[34], Vol. 1, No. 1.p. 95. 1956[35], and Vol.1. No. 2, p. 125, 1957[36]
- Principes de la chromatographie sur papier pour la quantification des alcaloïdes, des sulfamides et les acides aminés, Journal de Pharmacologie, no 2, 1956
- Recherches sur les phosphatases du lait maternel et du lait de vache, et leur utilisation pour le contrôle de la pasteurisation[37], Journal de la Faculté de Médecine de Téhéran[38], Université de Téhéran, no 4, p. 292, 1963
- Recherches sur les fruits et l'huile d'olive d'Iran, Journal de Pharmacologie, no 15, 16, 17 et 18. 1963 et 1964.
- Recherches sur les effets pharmacologiques de certaines plantes médicinales persanes, avec la collaboration des laboratoires National Drug[39] de Philadelphie, Journal of National Drug[40], Philadelphia, 1964
- Les Vitamines, Journal de la Faculté de Pharmacie de l'Université de Téhéran, 1963
- Les enzymes, Faculté de Pharmacie de l'Université de Téhéran, 1965
- Recherches sur les atteintes par la chlorose de certains arbres, dont l'épicéa et tabrizi, Symposium de biochimie alimentaire, Téhéran, 1969

## Ouvrages et publications
- Inorganic Pharmaceutical Chemistry, Tehran, Tehran University, 1967[41]
- General Pharmacology, Tehran, Mihan printing Co, 1968
- Organic Pharmaceutical Chemistry, Tehran, vol. 1, Mihan printing Co. 1974, 2nd edition: 1978[42]
- Methodology of Research,Tehran, Tehran University, 1974
- Adverse reactions to Pyrazole compounds (5th Congress of Pharmacology of IRAN),Tehran, Tehran University, May 1981
- Adverse reactions to non-narcotic Analgesic-Antipyretics and Anti-inflammatory agents, Tehran, Khajeh printing, 1981
- La Femme, La Beauté et Les Plantes, Téhéran, Khajeh press, 1er éd. 1990[43],[44]
- La Femme, La Beauté et Les Plantes, Téhéran, Khajeh Press, 2e éd. 1991[45],[46]
- La Femme, La Beauté et Les Plantes[47], Téhéran, Khajeh Press, 3e éd. 1994[48],[49]
- La Femme, La Beauté et Les Plantes, Téhéran, Khajeh Press, 4e éd. 2000[50],[51]
- Principes et Guide de l'Automédication par les Plantes[52],[53], Phytothérapie et automédication[54] par les plantes médicinales, Téhéran, Khajeh Press[55], 2011[56],[57]